# Ґюнтер Зімон (актор)
Гюнтер Зімон (нім. Günther Simon; 11 травня 1925, Берлін — 25 червня 1972 там же) — німецький актор. Здобув славу завдяки ролям у декількох фільмах DEFA .

## Життєпис
Син банкіра Фрідріха Зімона вже під час свого навчання у школі відвідував приватну драматичну школу. Під час свого перебування в Імперській службі праці він добровільно подався до десантників у серпні 1943 року. У 1943 році він приєднався до НСДАП. Під час вторгнення союзників він працював у Нормандії і потрапив у полон до американців, який він провів у таборі для полонених в Колорадо. У місцевому табірному театрі набирався свого першого сценічного досвіду.
Після війни він з 1947 року брав уроки акторської майстерності у Карла Майснера при театрі Гебеля. Дебютував у театрі міста Кьотен в «Урагані» Димитрія Чеглова. З 1948 по 1950 рр. грав у театрі Шверина, де познайомився з дружиною Маргаритою, танцівницею. З 1950 по 1951 рік Зімон працював у державному театрі Саксонії у Дрездені, а потім недовго в у Лейпцигу.
З 1951 року Зімон також отримував ролі у фільмах. Незважаючи на не дуже підходяще за класом минуле життя, він був обраний у 1952 році на головну роль у розробці двосерійного фільму-адаптації життя комуністичного лідера Ернста Тельмана. Зімон сприйняв фільм рішуче і намагався також особисто відповідати представленій ролі. Він приєднався до SED і став членом центрального партійного керівництва студії DEFA.
У наступні роки Зімон завжди грав зразкових соціалістів, селян, робітників і дбайливих чиновників. З середини 1960-х років він також втілював цих персонажів на телебаченні. Іноді, однак, він також отримував ролі, які не відповідали цьому кліше, як у фільмі Дружина Лота, де він реагує з нерозумінням на емансипації своєї дружини або як батька Зіттербаке в Альфонсі Зіттербаке, де він зміг випробувати свої комедіантські навички.
У Ґюнтера Зімона та його дружини Маргарити народилося троє синів і одна дочка.

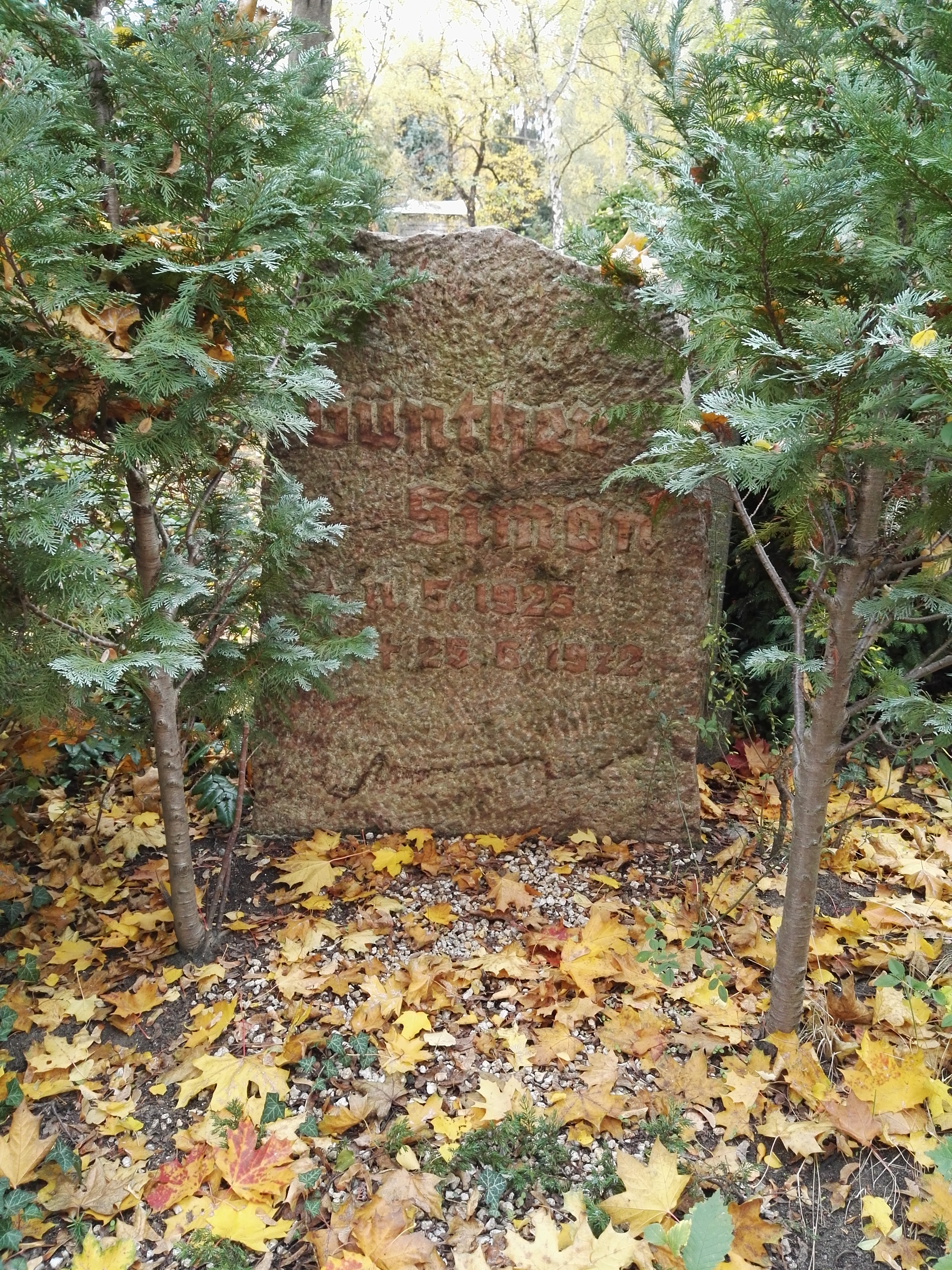
Надгробок

Могила Зімона знаходиться на кладовищі Доротеенштадт у Берліні.

## Фільмографія
- 1952: Засуджене село
- 1953: Анна Сюзанна
- 1953: Куртка як штани
- 1954: Ернст Тельман — син свого класу
- 1955: Ернст Тельман — провідник свого класу
- 1956: Тоді в Парижі
- 1956: Місце зустрічі Айме
- 1956: Три дівчини у фіналі
- 1956: Берлінський романс
- 1956: Корабель мрії
- 1957: Шериф Тедді
- 1957: Не забувайте мою Траудель
- 1957: Тінко
- 1958: Пісня матросів
- 1958: Чорний батальйон (Чорний прапор)
- 1958: Моя дружина робить музику
- 1958: Шукач сонця
- 1958: Кажанячий ескадрон
- 1958: Лотерейний швед
- 1959: Сента збивається
- 1959: Мовчазна зірка
- 1959: Старе кохання
- 1960: Один з нас
- 1960: Болотний пес
- 1960: Котрим сьогодні за сорок
- 1960: Немає проблем з Клеопатрою
- 1961: Лікарі
- 1961: Сукня
- 1961: Незнайомець
- 1961: Жменька нот
- 1962: Туман
- 1962: Отрута (телефільм)
- 1962: На французьких камінах
- 1963: Секретний архів на Ельбі
- 1964: Чорний оксамит
- 1964: Прелюдія 11
- 1964: Пісня трубача
- 1964: У мене ще немає назви
- 1965: Дружина Лота
- 1965: Весна потребує часу
- 1965: Коли виростеш, любий Адаме
- 1965: Резервний герой
- 1966: Альфонс Зіттербаке
- 1966: Подорож до шлюбного ліжка
- 1966: Блукаючі вогні і полум'я (двосерійний телефільм)
- 1967: Хліб і троянди
- 1967-69: Круп і Краузе (телефільм з п'яти частин)
- 1968: Героїн
- 1969: Підозра на померлого
- 1970: Тому що я люблю тебе …
- 1971: KLK до PTX — Червона каплиця
- 1972: Небезпечна подорож
- 1972: Стиглі вишні

## Відзнаки
- 1954: Національна премія НДР 1-го класу за фільм Ернст Тельман — син свого класу в колективі
- 1955: Премія Генріха Грайфа II-го Класу за синхронізацію Пісні про людину
- 1956: Карловарський міжнародний кінофестиваль: Кращий актор за кінострічки Ернст Тельман — син свого класу і Ернст Тельман — провідник свого класу[6]
- 1969: Національна премія НДР 1-го класу за фільм Крупп і Краузе / Краузе і Крупп, колективно